# 15 sierpnia
15 sierpnia jest 227. (w latach przestępnych 228.) dniem w kalendarzu gregoriańskim. Do końca roku pozostaje 138 dni.

## Święta
- Imieniny obchodzą: Alipiusz, Armida, Arnolf, Arnulf, Julianna, Maria, Napoleon, Stefan, Tarsycjusz i Trzebiemir.
- Grecja – święto Zaśnięcia Bogurodzicy (gr. ή Κοίμηση της Θεοτόκου), trzecie znaczenie po świętach Paschy i Bożego Narodzenia. Centralne obchody przy ikonie Panagia Evangelistria, na Cykladach, na wyspie Tinos. Szczególne święto pielgrzymkowe potomków Greków Pontyjskich, do miasta Weria, w Grecji, do Matki Boskiej Sumela, ikony przeniesionej tu z Monastyru Sumela, w Poncie, we wschodniej Turcji. Szczyt urlopowy przypada w Grecji na ten właśnie dzień.
- Hiszpania – ogólnokrajowe święto religijne, różne nazwy w zależności od miejsca, dzień wolny
- Indie – Dzień Niepodległości
- Kongo – Dzień Niepodległości
- Korea Południowa, Korea Północna – Dzień Wyzwolenia
- Kostaryka – Dzień Matki
- Liechtenstein – Wigilia urodzin ks. Franciszka Józefa II, święto państwowe
- Polska – Święto Wojska Polskiego oraz Wniebowzięcia Najświętszej Maryi Panny (dzień wolny od pracy)
- Włochy – Ferragosto
- Wspomnienia i święta w Kościele katolickim[1][2] obchodzą:
  - św. Alipiusz z Tagasty (biskup)[3] (towarzysz św. Augustyna)
  - męczennicy z Chalchihuites: św. Dawid Roldán Lara, św. Emanuel Morales, św. Ludwik Batiz Sáinz, św. Salwator Lara Puente
  - św. Mechtylda z Magdeburga
  - bł. Pius Albert Del Corona (kardynał)
  - św. Tarsycjusz (męczennik)
  - Wniebowzięcie Najświętszej Maryi Panny:
    - w Czechach: Matki Boskiej Korzennej
    - w Kongu: Matki Boskiej Znakomitej
    - w Polsce: Matki Boskiej Zielnej i Matki Boskiej Zwycięskiej
- Kościół Starokatolicki Mariawitów – Wniebowzięcie Najświętszej Maryi Panny i rocznica poświęcenia Świątyni Miłosierdzia i Miłości w Płocku, doroczny zjazd mariawitów w Płocku z Polski i zza granicy[4].

## Wydarzenia w Polsce

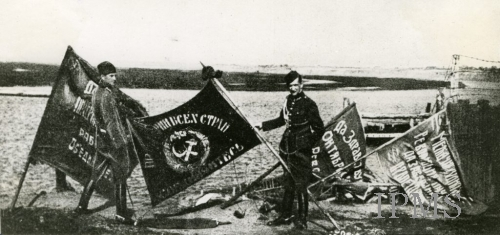
Polscy żołnierze ze zdobytymi na bolszewikach sztandarami (1920)

- 1090 – Podczas wyprawy na Pomorze walczący po stronie księcia polskiego Władysława I Hermana palatyn Sieciech zdobył Nakło nad Notecią.
- 1317 – Król Władysław I Łokietek nadał Lublinowi prawa miejskie oparte na prawie magdeburskim.
- 1433 – Wojna nieszawska: zakończyło się nieudane polsko-czeskie oblężenie Chojnic.
- 1489 – Odsłonięto ołtarz Wita Stwosza w kościele mariackim w Krakowie.
- 1604 – Dymitr Samozwaniec I wyruszył w wyprawę na Rosję na czele 2,5 tys. żołnierzy polskich, do których przyłączyło się następnie 2 tys. Kozaków dońskich.
- 1638 – Poświęcono kościół Wniebowzięcia Najświętszej Maryi Panny w Siemiatyczach.
- 1649 – Powstanie Chmielnickiego: rozpoczęła się bitwa pod Zborowem.
- 1723 – Biskup łucki Stefan Rupniewski koronował obraz Matki Bożej Kodeńskiej.
- 1727 – Biskup łucki Stefan Rupniewski koronował obraz Matki Bożej Podkamieńskiej.
- 1732 – Została uruchomiona Fontanna Orła Białego w Szczecinie.
- 1760 – Wojna siedmioletnia: zwycięstwo wojsk pruskich nad austriackimi w bitwie pod Legnicą.
- 1831 – Powstanie listopadowe: 34 polskich oficerów podejrzanych o zdradę oraz szpiegów i agentów rosyjskich zostało wywleczonych przez tłum z warszawskich więzień, a następnie powieszonych lub zakłutych bagnetami.
- 1843 – Do Szczecina wjechał pierwszy pociąg z Berlina inaugurujący kolej na Pomorzu.
- 1873 – Otwarto most kolejowy w Toruniu.
- 1887 – Biskup krakowski kard. Albin Dunajewski koronował obraz Matki Bożej Kalwaryjskiej.
- 1905 – Oddano do użytku Halę Targową w Chorzowie.
- 1906 – Organizacja Bojowa PPS dokonała w 19 miastach Królestwa Polskiego zamachów na 80 Rosjan, głównie policjantów, żandarmów i agentów Ochrany (tzw. „krwawa środa”).
- 1914 – konsekracja mariawickiej katedry Nieustającej Adoracji Ubłagania w Płocku.
- 1918 – Poświęcenie i nadanie tytułu mariawickiej Świątyni Miłosierdzia i Miłości w Płocku.
- 1919 – Przed kopalnią w Mysłowicach niemiecki Grenzschutz otworzył ogień do około 3 tys. górników i ich rodzin domagających się zaległych wypłat. W masakrze zginęło 7 polskich górników, 2 kobiety i 13-letni chłopiec, co doprowadziło do wybuchu I powstania śląskiego.
- 1920 – Wojna polsko-bolszewicka: w czasie bitwy warszawskiej polska armia powstrzymała ofensywę bolszewicką.
- 1922 – Załoga polskiego hydroplanu Lübeck-Travemünde F4 przypadkowo zrzuciła bombę w tłum obserwujący pokazy lotnicze w Pucku, w wyniku czego zginęło 9 osób, 18 zostało ciężko, a 19 lekko rannych.
- 1925 – W katastrofie lotniczej w Przasnyszu podczas lotu propagandowego Ligi Obrony Powietrznej Państwa zginął burmistrz miasta Bronisław Matuszewski.
- 1930 – W Łodzi odsłonięto pomnik ku czci ks. Ignacego Skorupki.
- 1937 – Stronnictwo Ludowe proklamowało strajk chłopski.
- 1939:
  - 5 harcerzy i ich opiekun poniosło śmierć w wyniku uderzenia pioruna i wywołanej tym paniki na szczycie Świnicy w Tatrach Wysokich.
  - Podczas prezentacji możliwości bojowych przed dygnitarzami Luftwaffe w Świętoszowie koło Żagania rozbiło się 13 bombowców nurkujących Junkers Ju 87 „Stuka”, w wyniku czego zginęło 26 niemieckich lotników.
- 1940:
  - Do obozu Auschwitz przywieziono pierwszy transport więźniów z Warszawy. Było w nim 513 więźniów z Pawiaka oraz 1153 schwytanych w łapankach ulicznych.
  - Ukazało się pierwsze wydanie „Biuletynu Żołnierskiego”
- 1941 – W nocy z 14 na 15 sierpnia Niemcy zamordowali około 250 przedstawicieli polskiej inteligencji ze Stanisławowa (mord w Czarnym Lesie).
- 1942 – Na rynku w Bieczu Niemcy zamordowali około 250 Żydów.
- 1943 – Krajowa Reprezentacja Polityczna ogłosiła deklarację programową.
- 1944:
  - 15. dzień powstania warszawskiego: odbyły się uroczystości związane z rocznicą Cudu nad Wisłą, świętem Matki Boskiej Zielnej i Żołnierza Polskiego.
  - Siedmiu polskich lotników zginęło w Nieszkowicach Wielkich koło Bochni wskutek zestrzelenia przez Niemców samolotu Liberator, który wracał do bazy w Brindisi we Włoszech po dokonaniu zrzutów nad powstańczą Warszawą.
- 1955 – W Warszawie zakończył się V Światowy Festiwal Młodzieży i Studentów.
- 1975 – Premiera filmu wojennego Znikąd donikąd w reżyserii Kazimierza Kutza.
- 1978 – Powołano Związek Narodowy Katolików.
- 1988:
  - Premiera komedii filmowej Kogel-mogel w reżyserii Romana Załuskiego.
  - Strajki w Polsce 1988: stanęła KWK „Manifest Lipcowy” w Jastrzębiu-Zdroju. Strajki objęły w sumie 14 kopalń węgla kamiennego. W Jastrzębiu-Zdroju powstał Międzyzakładowy Komitet Strajkowy.
  - Dokonano oblotu szybowca SZD-55 Promyk.
- 1993 – Na antenie Polsatu ukazało się premierowe wydanie serwisu informacyjnego Informacje.
- 2000 – Oficjalnie uruchomiono pierwszy polski komunikator internetowy Gadu-Gadu.
- 2005 – Krajowa Rada Radiofonii i Telewizji wprowadziła 5 nowych polskich oznaczeń telewizyjnych.
- 2008 – Nad Polską przeszły silne trąby powietrzne
- 2009 – Na lotnisku Bemowo w Warszawie odbył się pierwszy polski koncert Madonny.
- 2010 – Prezydent RP Bronisław Komorowski objął zwierzchnictwo nad Wojskiem Polskim.

## Wydarzenia na świecie
- 718 – Zakończyło się trwające dokładnie rok nieudane arabskie oblężenie Konstantynopola.
- 778 – W bitwie w wąwozie Roncevaux z góralami baskijskimi poległ dowódca wojsk frankijskich hrabia Roland.
- 927 – Saraceni zdobyli i zniszczyli włoskie miasto Taranto.
- 982 – Cesarz rzymski Otton II został pokonany przez Saracenów w bitwie pod Cabo Colonna.
- 1038 – Piotr Orseolo został królem Węgier.
- 1057 – W bitwie pod Lumphanan koło Aberdeen poległ król Szkocji Makbet.
- 1118 – Jan II Komnen został cesarzem bizantyjskim.
- 1135 – Na zjeździe w Merseburgu spotkali się książę Polski Bolesław III Krzywousty i cesarz Lotar III.
- 1209 – Wojny albigeńskie: krzyżowcy zdobyli Carcassonne.
- 1248 – Rozpoczęto budowę katedry w Kolonii.
- 1261 – Michał VIII Paleolog wkroczył do Konstantynopola i koronował się na cesarza odnowionego Bizancjum, od 1204 roku zajmowanego przez łacinników.
- 1286 – Henryk II Cypryjski koronował się na ostatniego króla Jerozolimy.
- 1307 – Henryk Karyncki został po raz drugi królem Czech.
- 1309 – Szpitalnicy zdobyli miasto i wyspę Rodos.
- 1436 – Został poświęcony klasztor Pirita w Tallinnie.
- 1461:
  - Ludwik XI został koronowany w katedrze w Reims na króla Francji.
  - Sułtan Imperium Osmańskiego Mehmed II Zdobywca anektował Cesarstwo Trapezuntu.
- 1483 – Papież Sykstus IV poświęcił Kaplicę Sykstyńską w Watykanie.
- 1505 – Portugalczycy zaatakowali i spalili Mombasę
- 1510 – Portugalczycy założyli faktorię handlową w Goa w Indiach.
- 1519 – Założono miasto Panama.
- 1534 – Ignacy Loyola założył Towarzystwo Jezusowe.
- 1537 – Założono obecną stolicę Paragwaju, Asunción.
- 1540 – Założono miasto Arequipa w Peru.
- 1549 – Baskijski jezuita i misjonarz Franciszek Ksawery wylądował wraz z towarzyszami w porcie Kagoshima na wyspie Kiusiu, co uznaje się za początek chrześcijaństwa w Japonii.
- 1551 – Joannici w Trypolisie w Libii skapitulowali po oblężeniu przed wojskami tureckimi.
- 1592 – Wojna japońsko-koreańska: zwycięstwo floty koreańskiej w bitwie koło wysp Hansan.
- 1599 – Irlandzka wojna dziewięcioletnia: zwycięstwo irlandzkich rebeliantów nad wojskami angielskimi w bitwie pod Curlew Pass.
- 1624 – Wmurowano kamień węgielny pod odbudowę zniszczonej przez pożar katedry we włoskiej Chiogii.
- 1649 – Rozpoczęła się kampania Cromwella w Irlandii, będąca ostatnim akordem irlandzkiej wojny konfederackiej.
- 1658 – We Frankfurcie nad Menem została zawarta na trzy lata unia pomiędzy elektoratami Kolonii, Trewiru i Moguncji, Hesji-Kassel, Szwecją i Francją w celu zapewnienia wykonalności traktatów westfalskich z 1648 roku i stworzenia przeciwwagi dla wpływów Habsburgów.
- 1684 – Reuniony: dzięki mediacji holenderskiej podpisano rozejm w Ratyzbonie pomiędzy Rzeszą a Francją, która zatrzymała zagarnięte tereny na okres 20 lat.
- 1695 – Wojna Francji z Ligą Augsburską: francuska artyleria zakończyła trzydniowy ostrzał Brukseli, przeprowadzony z rozkazu króla Ludwika XIV w odwecie za zniszczenie francuskiego wybrzeża przez okręty angielskie i holenderskie.
- 1700 – Biskup Aleppo Gabriel z Blaouza założył Zakon Maronicki Świętego Antoniego.
- 1702 – Wojna o sukcesję hiszpańską: nierozstrzygnięta austriacko-francuska bitwa pod Luzzarą.
- 1761 – Zawarto przymierze francusko-hiszpańskie (tzw. trzeci pakt familijny) skierowane przeciwko Wielkiej Brytanii.
- 1799:
  - II koalicja antyfrancuska: armia francuska poniosła klęskę w bitwie z wojskami rosyjsko-austriackimi pod Novi.
  - Zwodowano fregatę USS „Congress”.
- 1806 – W Paryżu rozpoczęto budowę Łuku Triumfalnego.
- 1820 – Król Haiti Henryk I doznał podczas mszy ciężkiego udaru mózgu.
- 1832 – Papież Grzegorz XVI wydał encyklikę Mirari vos.
- 1843 – W Kopenhadze otwarto Ogrody Tivoli.
- 1851 – Sierżant Marie-Angélique Duchemin została odznaczona, jako pierwsza kobieta, francuskim Narodowym Orderem Legii Honorowej.
- 1855 – Jorge Córdova został prezydentem Boliwii.
- 1870 – Wojna francusko-pruska: rozpoczęła się bitwa pod Strasburgiem.
- 1876 – Niemiecki astronom Chrystian Peters odkrył planetoidę (166) Rhodope.
- 1892 – William Ewart Gladstone został po raz czwarty premierem Wielkiej Brytanii.
- 1894 – Łotewski Niemiec Konstantin Rengarten wyruszył z Rygi w 4-letnią pieszą wyprawę dookoła świata.
- 1901 – U wybrzeży południowej Alaski zatonął, po zderzeniu z górą lodową, należący do Canadian Pacific Navigation Company statek pasażerski SS „Islander”, w wyniku czego zginęło 40 osób spośród 107 pasażerów i 61 członków załogi.
- 1911 – Cincinnatus Leconte został prezydentem Haiti.
- 1914 – Otwarto Kanał Panamski.
- 1917 – Roman Dmowski założył w Lozannie Komitet Narodowy Polski.
- 1918 – 52 osoby zginęły w wyniku trzęsienia ziemi o magnitudzie 8,3 i wywołanego przez nie tsunami na zachodnim wybrzeżu filipińskiej wyspy Mindanao.
- 1919 – Juho Vennola został premierem Finlandii.
- 1920 – Manuel Gondra został po raz drugi prezydentem Paragwaju.
- 1928:
  - Rosyjska astronom Piełagieja Szajn odkryła planetoidę (1112) Polonia.
  - Zwodowano francuski transatlantyk „Liberté”.
- 1932 – Eusebio Ayala został po raz drugi prezydentem Paragwaju.
- 1935 – W katastrofie samolotu koło Point Barrow na Alasce zginęli pilot Wiley Post i aktor Will Rogers.
- 1936 – Hiszpańska wojna domowa: nacjonaliści zdobyli miasto Almendralejo przy granicy z Portugalią, po czym dokonali masakry wszystkich obrońców i ok. tysiąca cywilów.
- 1939 – Gen. José Félix Estigarribia został prezydentem Paragwaju.
- 1940 – Kampania śródziemnomorska: pomimo obowiązującego między oboma krajami pokoju włoski okręt podwodny zatopił grecki lekki krążownik „Elli”, w wyniku czego zginęło 9 członków załogi, a 24 zostało rannych.
- 1942 – Kampania śródziemnomorska: częściowym sukcesem zakończyła się aliancka operacja „Pedestal”, której celem było dostarczenie zaopatrzenia na oblężoną Maltę (9-15 sierpnia).
- 1943 – Wojna na Pacyfiku: zwycięstwem wojsk amerykańsko-kanadyjskich nad japońskimi zakończyły się walki o Wyspy Aleuckie.
- 1944 – Alianci dokonali desantu we francuskiej Prowansji (operacja „Anvil-Dragoon”).
- 1945:
  - Cesarz Hirohito ogłosił w przemówieniu radiowym kapitulację Japonii w II wojnie światowej. Akt bezwarunkowej kapitulacji został podpisany 2 września.
  - Korea została wyzwolona spod okupacji japońskiej.
- 1946 – Premiera amerykańskiego filmu szpiegowskiego Osławiona w reżyserii Alfreda Hitchcocka.
- 1947:
  - Indie (jako Unia Indyjska) uzyskały niepodległość od Wielkiej Brytanii, pozostając jednak z nią w unii personalnej aż do proklamowania obecnie istniejącej republiki w roku 1950. Pierwszym premierem został Jawaharlal Nehru.
  - Víctor Manuel Román y Reyes został prezydentem Nikaragui.
  - Wojna domowa w Palestynie: w pobliżu Petach Tikwa (obecnie Izrael) wysadzono w powietrze dom rodziny arabskiego plantatora pomarańczy Labana Abu, w wyniku czego zginęło 12 osób, w tym 6 dzieci.
- 1948:
  - Juan Natalicio González został prezydentem Paragwaju.
  - Penn Nouth został premierem Kambodży.
  - Podczas wizyty na Kremlu prezydent Bolesław Bierut uzyskał zgodę Józefa Stalina na usunięcie Władysława Gomułki z życia politycznego.
  - W strefie amerykańskiej proklamowano Półwyspu Koreańskiego proklamowano Koreę Południową.
  - Zlikwidowano komunikację tramwajową we francuskim Metz.
- 1949:
  - Lecący z Rzymu do Shannon Douglas C-54 Skymaster amerykańskich Transocean Air Lines wodował przymusowo u wybrzeży Irlandii z powodu wyczerpania paliwa, w wyniku czego utonęło 9 spośród 58 osób na pokładzie.
  - Maurice Feltin został arcybiskupem Paryża.
- 1950 – W trzęsieniu ziemi o magnitudzie 8,6 w stanie Asam w północno-wschodnich Indiach zginęło co najmniej 1526 osób.
- 1954 – Gen. Alfredo Stroessner został prezydentem Paragwaju.
- 1957 – Założono chilijski klub piłkarski Coquimbo Unido.
- 1958 – W katastrofie samolotu Tu-104 w mieście Czyta na Syberii zginęły 64 osoby.
- 1960 – Kongo proklamowało niepodległość (od Francji). Pierwszym prezydentem został Fulbert Youlou.
- 1961:
  - Dwa dni po ustanowieniu muru berlińskiego 19-letni funkcjonariusz wschodnioniemieckiej Bereitschaftspolizei Conrad Schumann przedostał się przez drut kolczasty na zachodnią stronę, co zostało uwiecznione na słynnej fotografii Petera Leibinga.
  - W Izraelu odbyły się wybory do Knesetu.
- 1962:
  - Należące do zespołu akrobacyjnego „Red Sales” Królewskich Australijskich Sił Powietrznych 4 myśliwce de Havilland Vampire rozbiły się podczas ćwiczeń w Sale w stanie Wiktoria, w wyniku czego zginęło wszystkich 6 lotników na ich pokładach.
  - Zakończyły się załogowe misje kosmiczne Wostok 3 (Andrijan Nikołajew) i Wostok 4 (Pawło Popowicz).
- 1963 – Pierwszy prezydent Konga Fulbert Youlou został obalony w wyniku wojskowego zamachu stanu.
- 1969:
  - Powstała Indyjska Organizacja Badań Kosmicznych.
  - Rozpoczął się festiwal w Woodstock.
- 1971:
  - Bahrajn uzyskał niepodległość (od Wielkiej Brytanii).
  - Prezydent USA Richard Nixon zawiesił wymienialność dolara na złoto.
  - Rozpoczął się stanfordzki eksperyment więzienny przeprowadzony przez grupę psychologów z Uniwersytetu Stanforda w Kalifornii pod kierownictwem Philipa Zimbardo.
- 1974:
  - Otwarto ogród zoologiczny w Toronto.
  - Podczas obchodów Dnia Wyzwolenia w Seulu północnokoreański agent usiłował zastrzelić prezydenta Park Chung-hee, jednocześnie zabijając jego żonę.
  - Uruchomiono pierwszą linię seulskiego metra.
- 1975 – Podczas przewrotu wojskowego w Bangladeszu został zamordowany prezydent Sheikh Mujibur Rahman wraz z rodziną.
- 1976 – W katastrofie samolotu Vickers Viscount w ekwadorskich Andach zginęło 59 osób.
- 1977 – W ramach projektu poszukiwania cywilizacji pozaziemskich SETI odebrano tzw. Sygnał Wow!
- 1979:
  - Afgańska tajna policja dokonała masakry 300 Hazarów podejrzanych o sprzyjanie mudżahedinom.
  - Premiera amerykańskiego filmu wojennego Czas apokalipsy w reżyserii Francisa Forda Coppoli.
- 1980 – Hendrick Chin A Sen został prezydentem Surinamu.
- 1984:
  - 37 osób zginęło wskutek zatrucia dwutlenkiem węgla wydobywającego się spod powierzchni jeziora Monoun w zachodnim Kamerunie.
  - Rebelianci z Partii Pracujących Kurdystanu (PKK) rozpoczęli separatystyczne powstanie antytureckie.
- 1985 – Yasuhiro Nakasone, jako pierwszy japoński premier, odwiedził kontrowersyjną świątynię Yasukuni w Tokio, upamiętniającą poległych żołnierzy japońskich.
- 1986 – Premiera amerykańskiego horroru science fiction Mucha w reżyserii Davida Cronenberga.
- 1989:
  - Frederik Willem de Klerk został prezydentem RPA.
  - W Santiago de Compostela w Hiszpanii rozpoczęły się III Światowe Dni Młodzieży.
- 1990 – Prezydent ZSRR Michaił Gorbaczow przywrócił obywatelstwo radzieckie pisarzowi i dysydentowi Aleksandrowi Sołżenicynowi, wydalonemu z kraju w 1974 roku.
- 1991 – Kaysone Phomvihan został prezydentem Laosu.
- 1993 – Juan Carlos Wasmosy Monti został prezydentem Paragwaju.
- 1995 – Zbuntowani żołnierze na Wyspach Świętego Tomasza i Książęcej zajęli pałac prezydencki i uwięzili prezydenta Miguela Trovoadę. Poddali się tydzień później, za obietnicę amnestii.
- 1998:
  - Prawdziwa IRA dokonała zamachu bombowego w Omagh w Irlandii Północnej, w wyniku czego zginęło 29 osób (w tym kobieta w bliźniaczej ciąży), a około 220 zostało rannych.
  - Raúl Cubas Grau został prezydentem Paragwaju.
- 2000:
  - Synod Biskupów Rosyjskiego Kościoła Prawosławnego uznał zamordowanych przez bolszewików w 1918 roku ostatniego cara Mikołaja II Romanowa i jego rodzinę za cierpiących za wiarę i dokonał ich kanonizacji.
  - W Rzymie rozpoczęły się VIII Światowe Dni Młodzieży.
- 2003 – Nicanor Duarte Frutos został prezydentem Paragwaju.
- 2004:
  - 22 osoby zginęły (w większości dzieci) w zamachu bombowym w szkole w Dhemaji w indyjskim stanie Asam.
  - 58% spośród głosujących w referendum obywateli Wenezueli opowiedziało się przeciwko odwołaniu prezydenta Hugo Cháveza.
- 2005:
  - Przedstawiciele rządu Indonezji i rebeliantów z prowincji Aceh podpisali w Helsinkach porozumienie pokojowe.
  - Rozpoczęła się przymusowa ewakuacja wszystkich 21 żydowskich osiedli ze Strefy Gazy i 4 ze 120 z Zachodniego Brzegu Jordanu.
- 2006 – Czarnogóra i USA nawiązały stosunki dyplomatyczne.
- 2007:
  - 514 osób zginęło, a 1090 zostało rannych w trzęsieniu ziemi w centralnym Peru.
  - 6 Włochów zostało zastrzelonych w niemieckim Duisburgu w porachunkach mafijnych.
  - 7 osób zginęło w zamachu bombowym w Ituango w północno-zachodniej Kolumbii.
- 2008:
  - Były biskup katolicki Fernando Lugo został prezydentem Paragwaju.
  - W Liechtensteinie uruchomiono pierwszy krajowy kanał telewizyjny 1FLTV.
- 2009 – W pożarze namiotu weselnego w Al-Dżahra w Kuwejcie zginęło 57 osób, a około 90 zostało rannych (głównie kobiety i dzieci).
- 2010 – W Boliwii rozpoczęły się pożary lasów, wywołane suszą i wypalaniem traw przez chłopów.
- 2012 – Wojna domowa w Syrii: lotnictwo rządowe zbombardowało miasto Azaz na północ od Aleppo, w wyniku czego zginęło 80 cywilów i rebeliantów.
- 2013:
  - Horacio Cartes został prezydentem Paragwaju.
  - W wyniku wybuchu samochodu pułapki na południowych przedmieściach Bejrutu zginęło 27 osób, a 226 zostało rannych.
- 2014:
  - Ofensywa Państwa Islamskiego w Iraku: w wiosce Kocho dżihadyści dokonali masakry 80 jezydów.
  - Podczas odbywających się w Zurychu XXII Mistrzostw Europy w Lekkoatletyce Francuz Yohann Diniz ustanowił czasem 3:32:33 rekord świata w chodzie na 50 km.
- 2015 – Korea Północna zmieniła strefę czasową z UTC+09:00 na UTC+08:30.
- 2016 – Podczas XXXI Letnich Igrzysk Olimpijskich w Rio de Janeiro Anita Włodarczyk zdobyła złoty medal w rzucie młotem, poprawiając wynikiem 82,29 m własny rekord świata.
- 2017 – 13 osób zginęło, a 49 zostało rannych w wyniku runięcia ok. 200-letniego drzewa podczas obchodów święta Wniebowzięcia Najświętszej Maryi Panny na przedmieściach Funchal na portugalskiej Maderze.
- 2018 – Mario Abdo Benítez został prezydentem Paragwaju.
- 2021 – Po trwającej 3,5 miesiąca ofensywie talibów w Afganistanie upadł Kabul. Prezydent Aszraf Ghani ustąpił ze stanowiska i uciekł do Tadżykistanu, a talibowie rozpoczęli przejmowanie władzy[5].

## Urodzili się
- 774 – Heizei, cesarz Japonii (zm. 824)
- 1001 – Duncan I, król Szkocji (zm. 1040)
- 1171 – Alfons IX, król Leónu (zm. 1230)
- 1195 – Antoni Padewski, portugalski franciszkanin, teolog, święty (zm. 1231)
- 1233 – Filip Benicjusz, włoski zakonnik, święty (zm. 1285)
- 1402 – Humphrey Stafford, angielski arystokrata, dowódca wojskowy (zm. 1460)
- 1432 – Luigi Pulci, włoski poeta (zm. 1484)
- 1455 – Jerzy Bogaty, książę Bawarii-Landshut (zm. 1503)
- 1488 – Hernando Fernandez Colón, hiszpański bibliofil, syn i biograf Krzysztofa Kolumba (zm. 1539)
- 1575:
  - Diego Feliks Habsburg, książę Asturii (zm. 1582)
  - Bartol Kašić, chorwacki pisarz, lingwista (zm. 1650)
- 1589 – Gabriel Batory, książę Siedmiogrodu (zm. 1613)
- 1605:
  - Przecław Leszczyński, polski wojskowy, polityk (zm. 1670)
  - Wacław Leszczyński, polski duchowny katolicki, biskup warmiński, arcybiskup gnieźnieński, prymas Polski i Litwy (zm. 1666)
- 1606 – Joanna Maria Bonomo, włoska benedyktynka, mistyczka, błogosławiona (zm. 1670)
- 1607 – Manuel Mendes de Barbuda e Vasconcelos, portugalski poeta (zm. 1670)
- 1613 – Jeremy Taylor, angielski duchowny anglikański, pisarz religijny (zm. 1667)
- 1619 – Francesco Maria Farnese, włoski kardynał (zm. 1647)
- 1654 – Jan Józef od Krzyża, włoski franciszkanin, święty (zm. 1734)
- 1666 – Andriej Matwiejew, rosyjski dyplomata (zm. 1728)
- 1682 – Annibale Albani, włoski kardynał (zm. 1751)
- 1685 – Jacob Theodor Klein, niemiecki naukowiec, dyplomata (zm. 1759)
- 1699 – (lub 13 kwietnia) Wojciech Bystrzonowski, polski jezuita, teolog, filozof, pedagog, matematyk, teoretyk wymowy (zm. 1782)
- 1702 – Francesco Zuccarelli, włoski malarz (zm. 1788)
- 1703 – Hieronim Wielogłowski, polski duchowny katolicki, biskup pomocniczy przemyski (zm. 1767)
- 1712 – César Gabriel de Choiseul-Praslin, francuski arystokrata, wojskowy, polityk, dyplomata (zm. 1785)
- 1716 – Jacek Szczurowski, polski kompozytor (zm. po 1773)
- 1717 – Louis Carrogis Carmontelle, francuski dramaturg, malarz, architekt krajobrazu (zm. 1806)
- 1725:
  - Ferdinando Bertoni, włoski kompozytor (zm. 1813)
  - Maria Ludwika de La Tour d’Auvergne, francuska arystokratka pochodzenia polskiego (zm. 1793)
- 1726 – Karl Anton Martini, austriacki prawnik, filozof prawa (zm. 1800)
- 1730 – Karol Jerzy Lebrecht, książę Anhalt-Köthen, wojskowy (zm. 1789)
- 1735 – Fryderyk Albert, książę Anhalt-Bernburg (zm. 1796)
- 1736 – Johann Christoph Kellner, niemiecki kompozytor, organista (zm. 1803)
- 1740 – Matthias Claudius, niemiecki poeta (zm. 1815)
- 1744 – Conrad Moench, niemiecki lekarz, aptekarz, botanik, chemik, mineralog (zm. 1805)
- 1750 – Sylvain Maréchal, francuski pisarz, filozof, publicysta (zm. 1803)
- 1754 – Benjamin Hawkins, amerykański polityk, senator (zm. 1818)
- 1761 – Johann Genersich, spiskoniemiecki pedagog, literat, historyk (zm. 1823)
- 1762 – Dionizy Mikler, polski przyrodnik, architekt krajobrazu pochodzenia irlandzkiego (zm. 1853)
- 1763 – Ignacy Kapica Milewski, polski archiwista, heraldyk (zm. 1817)
- 1765 – James Stopford, brytyjski arystokrata, polityk (zm. 1835)
- 1768 – Christoph von Schmid, niemiecki duchowny katolicki, pisarz, autor pieśni kościelnych (zm. 1854)
- 1769 – Napoleon Bonaparte, korsykański dowódca wojskowy, pierwszy konsul Francji, cesarz Francuzów, prezydent i król Włoch (zm. 1821)
- 1771 – Walter Scott, szkocki adwokat, prozaik, poeta (zm. 1832)
- 1772 – Johann Nepomuk Mälzl, niemiecki inżynier, wynalazca, konstruktor instrumentów muzycznych (zm. 1838)
- 1773 – Juraj Rohoň, słowacki kaznodzieja, pisarz, folklorysta (zm. 1831)
- 1780 – (lub 1781) Ignacy Żegota Onacewicz, polski historyk, bibliofil, edytor (zm. 1845)
- 1782:
  - Ludwik Bukowski, polski generał brygady, uczestnik powstania listopadowego (zm. 1831)
  - Faustin Soulouque, haitański polityk, prezydent i cesarz Haiti (zm. 1867)
- 1785:
  - Thomas de Quincey, brytyjski eseista, krytyk literacki (zm. 1859)
  - Joseph Ambrose Stapf, austriacki duchowny i teolog katolicki (zm. 1844)
- 1787 – Aleksandr Alabjew, rosyjski kompozytor (zm. 1851)
- 1794 – Elias Fries, szwedzki botanik, mykolog (zm. 1878)
- 1795 – Elijahu Guttmacher, cadyk, rabin (zm. 1874)
- 1798 – Henry Labouchere, brytyjski arystokrata, polityk (zm. 1869)
- 1799 – Wilhelm Achtermann, niemiecki rzeźbiarz (zm. 1884)
- 1801 – Ignacy Łempicki, polski ziemianin, porucznik, uczestnik powstania listopadowego (zm. 1876)
- 1802 – Feliks Żochowski, polski językoznawca, encyklopedysta, pedagog (zm. 1868)
- 1803 – Napoleon Feliks Żaba, polski literat, podróżnik, wolnomularz (zm. 1885)
- 1804 – Mathias Rosen, polski bankier, filantrop, działacz społeczny pochodzenia żydowskiego (zm. 1865)
- 1806 – Hipolit Stupnicki, polski dziennikarz, wydawca (zm. 1878)
- 1808 – Charles Fisher, kanadyjski polityk (zm. 1912)
- 1810 – Kaliksta Teano, polska pisarka (zm. 1842)
- 1812 – William Kimmel, amerykański prawnik, przedsiębiorca, polityk (zm. 1886)
- 1813 – Jules Grévy, francuski adwokat, polityk, prezydent Francji (zm. 1891)
- 1815 – Jeorjos Awerof, grecki kupiec, przemysłowiec, działacz społeczny, filantrop (zm. 1899)
- 1817 – Hipolit Kierbedź, polski inżynier dróg i mostów (zm. 1858)
- 1818 – Giuseppe Benedetto Dusmet, włoski duchowny katolicki, arcybiskup Katanii, kardynał, błogosławiony (zm. 1894)
- 1821:
  - (lub 15 października) Marian Kowalski, polski astronom (zm. 1884)
  - Maria del Transito od Jezusa Sakramentalnego, argentyńska zakonnica, błogosławiona (zm. 1885)
- 1822:
  - Virginia Eliza Clemm Poe, Amerykanka, żona Edgara Allana Poego’a (zm. 1847)
  - Henry Sumner Maine, brytyjski antropolog społeczny, socjolog, historyk i komparatysta prawa (zm. 1888)
- 1823 – Gaston Boissier, francuski naukowiec (zm. 1908)
- 1824 – Ludwik II, wielki książę Badenii (zm. 1858)
- 1825 – Bernardo Guimarães, brazylijski prozaik, poeta, dramaturg (zm. 1884)
- 1826 – Calvin Ellis, amerykański lekarz (zm. 1883)
- 1828:
  - Ferdynand Władysław Czaplicki, polski kapitan, pisarz, uczestnik powstania styczniowego (zm. 1886)
  - Casimir Roumeguère, francuski botanik, mykolog (zm. 1892)
- 1830 – Henryk Dębicki, polski malarz batalista (zm. 1906)
- 1831 – Wincenty Korotyński, polski prozaik, poeta, dziennikarz (zm. 1891)
- 1836 – Robert John Lechmere Guppy, brytyjski przyrodnik (zm. 1916)
- 1841 – Władysław Kraiński, polski ziemianin, polityk (zm. 1926)
- 1845 – Marian Morawski, polski jezuita, filozof (zm. 1901)
- 1849 – Robert Charles Wroughton, indyjski entomolog, mammolog (zm. 1921)
- 1850 – Bartłomiej Obrochta, góral podhalański, przewodnik tatrzański, muzykant (zm. 1926)
- 1853 – Edmund Rygier, polski aktor, reżyser teatralny, dyrektor teatru (zm. 1922)
- 1855 – Zygmunt Librowicz, polski pisarz, dziennikarz (zm. 1921)
- 1858:
  - Michael Hainisch, austriacki prawnik, polityk, prezydent Austrii (zm. 1940)
  - Edith Nesbit, brytyjska pisarka (zm. 1924)
- 1860:
  - Florence Harding, amerykańska pierwsza dama (zm. 1924)
  - Karol Hutten-Czapski, polski hrabia, filantrop, polityk, prezydent Mińska Litewskiego (zm. 1904)
  - Kolë Idromeno, albański malarz, muzyk, architekt, fotograf (zm. 1939)
- 1862 – Jerzy Kubisz, polski pedagog, działacz społeczny (zm. 1939)
- 1863 – Jesse Price, amerykański polityk (zm. 1939)
- 1865:
  - Paweł Dombek, polski dziennikarz, polityk, poseł do Reichstagu i na Sejm Ustawodawczy (zm. 1925)
  - Mikao Usui, japoński mnich buddyjski, uzdrowiciel (zm. 1926)
- 1868 – Jan Eskymo Welzl, czeski podróżnik, gawędziarz (zm. 1948)
- 1869 – Émile Cornellie, belgijski żeglarz sportowy (zm. 1945)
- 1872 – Aurobindo Ghose, indyjski filozof, jogin, prozaik, poeta, krytyk literacki, tłumacz, publicysta (zm. 1950)
- 1873 – Szaja Uger, polski dziennikarz, działacz społeczny i sportowy pochodzenia żydowskiego (zm. 1939)
- 1876 – Helena Vasku, polska literatka, działaczka społeczna (zm. ?)
- 1878 – Bronisław Dietl, polski polityk, prezydent Torunia (zm. 1952)
- 1879 – Ethel Barrymore, amerykańska aktorka (zm. 1959)
- 1881 – Thomas Wedge, brytyjski rugbysta (zm. 1964)
- 1882 – Tadeusz Gepner, polski neurolog, psychiatra (zm. 1929)
- 1883 – Ivan Meštrović, chorwacki rzeźbiarz, architekt (zm. 1962)
- 1885 – Edna Ferber, amerykańska pisarka (zm. 1968)
- 1887:
  - Zygmunt Białostocki, polski pianista, dyrygent, kompozytor (zm. 1942 lub 43)
  - Jerzy Rafał Lubomirski, polski ziemianin (zm. 1978)
  - Paul Merrill, amerykański astronom (zm. 1961)
- 1888:
  - Jan Stahr, polski filolog klasyczny, filozof, biblioznawca (zm. 1951)
  - Ludwik Wiszniewski, polski pisarz (zm. 1947)
- 1889 – Jonas Bendorius, litewski kompozytor, dyrygent, pedagog (zm. 1954)
- 1891 – Willem van Loon, holenderski przeciągacz liny (zm. 1975)
- 1892:
  - Louis de Broglie, francuski książę, fizyk, laureat Nagrody Nobla (zm. 1987)
  - Gösta Lundqvist, szwedzki żeglarz sportowy (zm. 1944)
- 1893:
  - Harlow Curtice, amerykański przedsiębiorca (zm. 1962)
  - Nikodem Sulik, polski generał brygady (zm. 1954)
- 1896 – Gerty Cori, amerykańska biochemik, laureatka Nagrody Nobla (zm. 1957)
- 1898 – Jan Brzechwa, polski poeta, autor wierszy i bajek dla dzieci, tłumacz pochodzenia żydowskiego (zm. 1966)
- 1899:
  - Franciszek Skibiński, polski generał dywizji (zm. 1991)
  - Henryk Skierkowski, polski rotmistrz, inżynier ogrodnictwa (zm. 1980)
- 1900 – Jesekiel Dawid Kirszenbaum, polski malarz, karykaturzysta pochodzenia żydowskiego (zm. 1954)
- 1901:
  - Arnulfo Arias Madrid, panamski lekarz, dyplomata, polityk, prezydent Panamy (zm. 1988)
  - Amajak Babajan, radziecki generał major narodowości ormiańskiej (zm. 1945)
  - Rrok Gera, albański ekonomista, polityk (zm. 1969)
  - Piotr Nowikow, rosyjski matematyk, logik (zm. 1975)
  - Nikita Sałogor, radziecki polityk (zm. 1981)
- 1902:
  - Adolf Hoffmeister, czeski malarz, karykaturzysta, ilustrator, scenograf, prozaik, dramaturg, tłumacz, dziennikarz, historyk i krytyk sztuki, polityk, dyplomata, podróżnik (zm. 1973)
  - Rochus Nastula, polski piłkarz, trener (zm. 1977)
- 1903:
  - Ahmad Tukan, jordański polityk, premier Jordanii (zm. 1982)
  - Stanisław Krystyn Zaremba, polski taternik, alpinista, matematyk (zm. 1990)
- 1904 – Rachim Ibragimow, radziecki polityk (zm. 1971)
- 1905:
  - Eduardo Astengo, peruwiański piłkarz (zm. 1969)
  - Manfred von Brauchitsch, niemiecki kierowca wyścigowy (zm. 2003)
  - Thomas Duncan, amerykański poeta, prozaik, reporter, wykładowca (zm. 1987)
  - Joachim Mrugowsky, niemiecki lekarz, zbrodniarz nazistowski (zm. 1948)
  - Tom Reid, szkocki piłkarz (zm. 1972)
- 1906:
  - Tadeusz Byrski, polski reżyser teatralny, aktor, pedagog (zm. 1987)
  - Leon Radzinowicz, brytyjski prawnik pochodzenia polskiego (zm. 1999)
- 1908:
  - Marian Promiński, polski poeta, prozaik, eseista, krytyk filmowy (zm. 1971)
  - Miklós Sárkány, węgierski piłkarz wodny (zm. 1998)
- 1909 – Antonio Corpora, włoski malarz (zm. 2004)
- 1910:
  - Władysław Jagiełło, polski działacz socjalistyczny i niepodległościowy, polityk, poseł do KRN i na Sejm Ustawodawczy (zm. 1998)
  - Josef Klaus, austriacki prawnik, polityk, kanclerz Austrii (zm. 2001)
  - Thomas Kuchel, amerykański polityk (zm. 1994)
  - Fiodor Markow, radziecki polityk (zm. 1978)
  - Walter Marty, amerykański lekkoatleta, skoczek wzwyż (zm. 1995)
  - Zygmunt Szymanowski, polski porucznik AK, uczestnik podziemia antykomunistycznego (zm. 1950)
  - Wang Youping, chiński dyplomata (zm. 1995)
- 1911:
  - Hans Fruck, niemiecki działacz komunistyczny, generał major Stasi (zm. 1990)
  - Mieczysław Kapiak, polski kolarz szosowy (zm. 1975)
- 1912:
  - Julia Child, amerykańska kucharka, autorka książek kucharskich (zm. 2004)
  - Gustav Faber, niemiecki germanista, historyk (zm. 1993)
  - Wendy Hiller, brytyjska aktorka (zm. 2003)
  - Marian Naszkowski, polski generał brygady (zm. 1996)
  - Naoto Tajima, japoński lekkoatleta, trójskoczek i skoczek w dal (zm. 1990)
  - Zbigniew Zakrzewski, polski prawnik, ekonomista (zm. 1992)
- 1913 – Maria Kwaśniewska, polska lekkoatletka, oszczepniczka, działaczka sportowa (zm. 2007)
- 1914:
  - Hubert Gad, polski piłkarz (zm. 1939)
  - Janina Ipohorska, polska malarka, dziennikarka (zm. 1981)
  - Paul Rand, amerykański grafik, projektant (zm. 1996)
- 1915:
  - Signe Hasso, szwedzka aktorka (zm. 2002)
  - Herbert Hupka, niemiecki dziennikarz, polityk (zm. 2006)
- 1916:
  - Aleks Çaçi, albański pisarz, publicysta (zm. 1989)
  - Takis Morakis, grecki kompozytor (zm. 1991)
- 1917:
  - Jack Lynch, irlandzki polityk, premier Irlandii (zm. 1999)
  - Oskar Romero, salwadorski duchowny katolicki, arcybiskup San Salvadoru, obrońca praw człowieka, Sługa Boży (zm. 1980)
- 1918 – Alicja Sobieraj, polska aktorka (zm. 1987)
- 1919:
  - Edmund Białas, polski piłkarz, trener (zm. 1991)
  - Leopold Borkowski, polski aktor (zm. 2001)
  - Marian Gołębiowski, polski działacz kulturalny (zm. 2015)
  - Zbigniew Jabłoński, polski aktor (zm. 2009)
  - Wiktor Mierżanow, rosyjski pianista, pedagog (zm. 2012)
  - Maria Szczepowska, polska pisarka, poetka (zm. 1985)
- 1920:
  - Janusz Nasfeter, polski reżyser i scenarzysta filmowy, pisarz (zm. 1998)
  - Tadeusz Płużański, polski żołnierz, uczestnik podziemia antykomunistycznego, więzień polityczny, pisarz, filozof, pedagog (zm. 2002)
  - Leonard Wdowiak, polski psychiatra (zm. 1976)
- 1921
  - August Kowalczyk, polski aktor (zm. 2012)
  - Jan Mierzanowski, polski artysta fotograf, fotoreporter (zm. 2000)
- 1922:
  - Czesław Lewandowski, polski duchowny katolicki, biskup pomocniczy włocławski (zm. 2009)
  - Jorgos Muzakis, grecki kompozytor (zm. 2005)
  - Jerzy Banach, polski historyk sztuki (zm. 2005)
- 1923:
  - Bengt Blomgren, szwedzki aktor (zm. 2013)
  - Gé van Dijk, holenderski piłkarz (zm. 2005)
  - Naim Frashëri, albański aktor (zm. 1975)
  - Rose Marie, amerykańska aktorka (zm. 2017)
  - Bogdan Niewinowski, polski aktor (zm. 1996)
  - Peng Ming-min, tajwański prawnik, polityk, działacz opozycji demokratycznej (zm. 2022)
- 1924:
  - Jo Benkow, norweski polityk (zm. 2013)
  - Robert Bolt, brytyjski pisarz, scenarzysta filmowy (zm. 1995)
  - Janusz Hrynkiewicz, polski polityk, minister przemysłu ciężkiego i przemysłu maszynowego (zm. 1988)
  - Petrus Kastenman, szwedzki jeździec sportowy (zm. 2013)
  - Phyllis Schlafly, amerykańska polityk, pisarka, publicystka (zm. 2016)
- 1925:
  - Aldo Ciccolini, włoski pianista (zm. 2015)
  - Mike Connors, amerykański aktor (zm. 2017)
  - Leonie Ossowski, niemiecka pisarka (zm. 2019)
  - Oscar Peterson, kanadyjski pianista jazzowy, kompozytor (zm. 2007)
- 1926:
  - Maria Kwiatkowska, polska reżyserka filmów dokumentalnych (zm. 1999)
  - Konstandinos Stefanopulos, grecki prawnik, polityk, prezydent Grecji (zm. 2016)
- 1927 – Witold Gruca, polski tancerz, choreograf (zm. 2009)
- 1928:
  - Paul Adderley, bahamski prawnik, polityk (zm. 2012)
  - Nicolas Roeg, brytyjski reżyser i operator filmowy (zm. 2018)
  - Marion Woodman, kanadyjska analityczka jungowska, poetka (zm. 2018)
- 1929:
  - Carlo Ripa di Meana, włoski ekolog, publicysta, polityk, minister środowiska, eurodeputowany (zm. 2018)
  - Jeorjos Rumbanis, grecki lekkoatleta, tyczkarz (zm. 2025)
  - Anna Walentynowicz, polska robotnica, działaczka związkowa, opozycyjna i społeczna (zm. 2010)
- 1930:
  - Antonio Graziani, włoski dziennikarz, polityk, eurodeputowany (zm. 2007)
  - Stanislav Jungwirth, czechosłowacki lekkoatleta, średniodystansowiec (zm. 1986)
  - Thomas Joseph Mboya, kenijski związkowiec, polityk (zm. 1969)
  - Albert Ndele, kongijski ekonomista, bankier, polityk, premier Demokratycznej Republiki Konga (zm. 2023)
  - Paisjusz (Samczuk), rosyjski biskup prawosławny (zm. 2008)
  - René Valero, amerykański duchowny katolicki, biskup pomocniczy Brooklynu (zm. 2019)
  - C. Peter Wagner, amerykański duchowny ewangelikalny, misjonarz (zm. 2016)
  - José María Zárraga, hiszpański piłkarz (zm. 2012)
- 1931:
  - Helga Erny, niemiecka lekkoatletka, sprinterka (zm. 2021)
  - Richard Heck, amerykański chemik, laureat Nagrody Nobla (zm. 2015)
  - Janice Rule, amerykańska aktorka (zm. 2003)
- 1932:
  - Neil Bartlett, brytyjsko-amerykański chemik, wykładowca akademicki (zm. 2008)
  - Konrad Kosiński, polski inżynier, samorządowiec, prezydent Pruszkowa (zm. 1996)
  - Roman Lewandowski, polski skoczek spadochronowy, konstruktor spadochronów (zm. 2017)
  - Józef Zięba, polski poeta, prozaik (zm. 2022)
- 1933:
  - Stanley Milgram, amerykański psycholog społeczny (zm. 1984)
  - Lori Nelson, amerykańska aktorka (zm. 2020)
  - Marian Rose, polski żużlowiec (zm. 1970)
  - Francisco Viti, angolski duchowny katolicki, biskup Menongue, arcybiskup Huambo (zm. 2023)
- 1934:
  - Maria Ciesielska, polska aktorka
  - Bo-Boliko Lokonga Mihambo, zairski związkowiec, polityk, premier Zairu (zm. 2018)
  - Helena Łazarska, polska śpiewaczka operowa (sopran), pedagog muzyczna (zm. 2022)
  - Wiera Sidorowa, kazachska agronom, polityk (zm. 2025)
  - Walentin Warłamow, radziecki pilot wojskowy, kosmonauta (zm. 1980)
- 1935:
  - Waldemar Baszanowski, polski sztangista (zm. 2011)
  - Régine Deforges, francuska pisarka (zm. 2014)
  - Emile Destombes, francuski duchowny katolicki, koadiutor i wikariusz apostolski Phnom Penh (zm. 2016)
  - Ludwik Paczyński, polski aktor (zm. 2018)
  - Jürgen Werner, niemiecki piłkarz (zm. 2002)
- 1936:
  - Lothar Buchmann, niemiecki piłkarz, trener (zm. 2023)
  - Alessandro Fontana, włoski historyk, polityk (zm. 2013)
  - Mike Henry, amerykański futbolista, aktor (zm. 2021)
  - Karl Hesse, niemiecki duchowny katolicki, misjonarz, biskup Kaviengu, arcybiskup Rabaulu (zm. 2023)
  - Edouard Mununu, kongijski duchowny katolicki, biskup Kikwit (zm. 2022)
  - Vera Svoboda, chorwacka piosenkarka (zm. 2024)
- 1937:
  - Edward Frankowski, polski duchowny katolicki, biskup pomocniczy przemyski i sandomierski
  - Živko Radišić, bośniacki politolog, polityk, samorządowiec, burmistrz Banja Luki, minister obrony, przewodniczący Prezydium Bośni i Hercegowiny (zm. 2021)
  - Boungnang Vorachith, laotański polityk, premier i wiceprezydent Laosu
- 1938:
  - Stephen Breyer, amerykański prawnik, sędzia Sądu Najwyższego
  - Ottavio Cinquanta, włoski łyżwiarz szybki, działacz sportowy, prezes Międzynarodowej Unii Łyżwiarskiej (ISU) (zm. 2022)
  - Piero Del Papa, włoski bokser (zm. 2018)
  - Günther Steffen Henrich, niemiecki historyk, bizantynolog, neogrecysta, filolog (zm. 2024)
  - Zdzisław Tuszyński, polski związkowiec, polityk, poseł na Sejm RP
  - Maxine Waters, amerykańska polityk, kongreswoman
  - Jacek Weiss, polski pianista, pedagog muzyczny, publicysta (zm. 2024)
  - Janusz A. Zajdel, polski pisarz science fiction (zm. 1985)
- 1939:
  - Nicole Avril, francuska pisarka
  - Aldo De Matteo, włoski polityk (zm. 2004)
  - Ludwik Grzebień, polski duchowny katolicki, jezuita, historyk (zm. 2020)
  - Jerzy Siudy, polski żeglarz sportowy (zm. 2008)
- 1940:
  - Gudrun Ensslin, niemiecka terrorystka (zm. 1977)
  - Dietmar Schwager, niemiecki piłkarz, trener (zm. 2018)
- 1941
  - Manolis Mawromatis, grecki dziennikarz sportowy, polityk
  - Laura Mulvey, brytyjska reżyserka i producentka filmowa
  - Nangolo Mbumba, namibijski polityk
- 1942:
  - Andrzej Dobrzyński, polski operator filmowy
  - Alewtina Olunina, rosyjska biegaczka narciarska
  - Pete York, brytyjski perkusista
  - Wałerija Zakłunna-Myronenko, ukraińska aktorka, polityk (zm. 2016)
- 1943:
  - Jonas Kondrotas, litewski agronom, polityk (zm. 2022)
  - Maria Śmiełowska, polska socjolog (zm. 2013)
- 1944:
  - Krzysztof Birula-Białynicki, polski hokeista (zm. 2014)
  - Marian Brocki, polski chirurg, onkolog, profesor nauk medycznych (zm. 2025)
  - Gianfranco Ferré, włoski projektant mody (zm. 2007)
  - Yoweri Museveni, ugandyjski wojskowy, polityk, prezydent Ugandy
  - Dimitris Siufas, grecki prawnik, polityk (zm. 2019)
  - Sylvie Vartan, francuska piosenkarka
- 1945:
  - Henning Boel, duński piłkarz
  - Mieczysław Cisło, polski duchowny katolicki, biskup pomocniczy lubelski
  - Alain Juppé, francuski polityk, premier Francji
  - Ryszard Kalbarczyk, polski pedagog, polityk, poseł na Sejm RP (zm. 2001)
  - Nigel Terry, brytyjski aktor (zm. 2015)
  - Chaleda Zia, banglijska polityk, premier Bangladeszu
- 1946:
  - Julián Barrio Barrio, hiszpański duchowny katolicki, arcybiskup Santiago de Compostela
  - Juan Borraz, hiszpański lekkoatleta, średniodystansowiec
  - Mervin Jackson, amerykański koszykarz (zm. 2012)
  - Marian Zdzisław Knobloch, polski malarz, rzeźbiarz
  - Anatolij Kwasznin, rosyjski generał armii, polityk, szef Sztabu Generalnego Sił Zbrojnych Federacji Rosyjskiej (zm. 2022)
  - Tony Robinson, brytyjski aktor, pisarz, dziennikarz
  - William Waldegrave, brytyjski arystokrata, polityk
  - Krystyna Wolańska, polska aktorka
- 1947:
  - Nicole Duclos, francuska lekkoatletka, sprinterka
  - Wałerij Jaremczenko, ukraiński piłkarz, trener
  - Halina Łabonarska, polska aktorka
  - Conny Samuelsson, szwedzki żużlowiec
- 1948:
  - Jorge Carrascosa, argentyński piłkarz
  - Maria Grzybkowska, polska entomolog (zm. 2023)
  - Dževad Jahić, bośniacki językoznawca (zm. 2024)
  - Patrice Rio, francuski piłkarz
  - Boris Sinicyn, rosyjski hokeista, trener
  - Mahmud Haszemi Szahrudi, irański duchowny, ajatollah, polityk (zm. 2018)
  - Maria Ulatowska, polska pisarka
  - Teori Zavascki, brazylijski prawnik, sędzia, minister Sądu Najwyższego pochodzenia polskiego (zm. 2017)
- 1949:
  - Josip Friščić, chorwacki polityk (zm. 2016)
  - Wojciech Janowski, polski ekonomista, przedsiębiorca, przestępca
  - Edward McMillan-Scott, brytyjski polityk
  - Ralf Schulenberg, niemiecki piłkarz
  - Jan Wysoczański, polski przedsiębiorca, samorządowiec, polityk, burmistrz Świebodzic, senator RP
- 1950:
  - Tommy Aldridge, amerykański perkusista, członek zespołów: Black Oak Arkansas, Motörhead, House of Lords, Whitesnake i Thin Lizzy
  - Volker Fischer, niemiecki szpadzista
  - Zdzisław Goral, polski generał broni
  - Tess Harper, amerykańska aktorka
  - Anna Mountbatten-Windsor, brytyjska księżniczka
  - John Porter, walijski muzyk, kompozytor, autor tekstów, członek zespołów Maanam i Porter Band
- 1951:
  - Grzegorz Nowak, polski dyrygent
  - Marian Zacharski, polski oficer wywiadu cywilnego
- 1952:
  - Chuck Burgi, amerykański perkusista
  - Bernard Lacombe, francuski piłkarz, trener (zm. 2025)
  - Marek Obertyn, polski aktor (zm. 2007)
- 1953:
  - Brendan Croker, brytyjski piosenkarz i gitarzysta bluesowy (zm. 2023)
  - Wolfgang Hohlbein, niemiecki pisarz
  - Amy Holland, amerykańska piosenkarka
- 1954:
  - Stieg Larsson, szwedzki pisarz, dziennikarz (zm. 2004)
  - Zdzisław Najda, polski operator filmowy
- 1955:
  - Kenny Carr, amerykański koszykarz
  - Piero Delbosco, włoski duchowny katolicki, biskup Cuneo i Fossano
  - Willie Norwood, amerykański wokalista gospel i soul, autor tekstów, producent muzyczny
  - Anne Marie Pohtamo, fińska modelka, aktorka, zdobywczyni tytułu Miss Universe
  - Ali al-Urajjid, tunezyjski polityk, premier Tunezji
  - Ewa Wencel, polska aktorka, scenarzystka filmowa
- 1956:
  - Régis Clère, francuski kolarz szosowy i torowy (zm. 2012)
  - Jacek Koman, polski aktor
- 1957:
  - Bojan Bazelli, czarnogórski operator filmowy, reżyser wideoklipów
  - Lương Cường, wietnamski polityk, prezydent Wietnamu
  - Bronisław Dutka, polski samorządowiec, polityk, poseł na Sejm RP
  - Željko Ivanek, słoweńsko-amerykański aktor
  - Ryszard Prostak, polski koszykarz
  - Piotr Przytocki, polski samorządowiec, prezydent Krosna
- 1958:
  - Lawrencia Bembenek, amerykańska policjantka, przestępczyni (zm. 2010)
  - Rondell Sheridan, amerykański aktor
- 1959:
  - Scott Altman, amerykański pilot wojskowy, astronauta
  - Filep Karma, papuaski aktywista, więzień polityczny (zm. 2022)
  - Han Kulker, holenderski lekkoatleta, średnio- i długodystansowiec
  - Włodzimierz (Moroz), ukraiński biskup prawosławny
  - Daniel Rivera Kuzawka, urugwajski szachista
- 1960:
  - Ewa Bućko, polska siatkarka
  - Władimir Fomiczow, rosyjski piłkarz (zm. 2019)
  - Irina Gabaszwili, gruzińska gimnastyczka sportowa (zm. 2009)
  - Masaaki Kanno, japoński piłkarz, trener
- 1961:
  - Sławomir Celeban, polski judoka (zm. 2012)
  - Dietmar Mögenburg, niemiecki lekkoatleta, skoczek wzwyż
- 1962:
  - Gregor Amann, niemiecki polityk
  - Paul Henderson, australijski polityk pochodzenia amerykańskiego
  - Moreno Mannini, włoski piłkarz
  - Vilja Toomast, estońska psycholog, polityk
  - David Zayas, amerykański aktor
- 1963:
  - Dimityr Gławczew, bułgarski polityk, premier Bułgarii
  - Alejandro González Iñárritu, meksykański reżyser filmowy
  - Wojciech Jagielski, polski dziennikarz telewizyjny i radiowy, perkusista, członek zespołu Poparzeni Kawą Trzy
  - Waleryj Lewanieuski, białoruski działacz polityczny i społeczny
  - Vladimir Petković, bośniacki piłkarz, trener pochodzenia chorwackiego
  - Dany Verlinden, belgijski piłkarz, bramkarz
- 1964:
  - Luc Chatel, francuski polityk
  - Carlos Manuel Escribano Subías, hiszpański duchowny katolicki, arcybiskup Saragossy
  - Melinda Gates, amerykańska bizneswoman, filantropka
  - Tibor Komáromi, węgierski zapaśnik
  - Marian Kowalski, polski działacz polityczny, felietonista, kulturysta
  - Birkir Kristinsson, islandzki piłkarz, bramkarz
  - Debi Mazar, amerykańska aktorka
  - Anna Maria Muccioli, sanmaryńska polityk
  - Mariana Simeanu, rumuńska lekkoatletka, biegaczka średniodystansowa
  - Konstantin Wajgin, rosyjski biathlonista (zm. 2021)
- 1965:
  - Janusz Stankowiak, polski nauczyciel, samorządowiec, prezydent Starogardu Gdańskiego
  - Stojczo Stoew, bułgarski piłkarz
- 1966:
  - Jewgienij Agrest, szwedzki szachista pochodzenia białoruskiego
  - Chokri El Ouaer, tunezyjski piłkarz, bramkarz
  - Beata Fudalej, polska aktorka
  - Madonna Harris, nowozelandzka kolarka szosowa i torowa
  - Paweł Piotrowski, polski muzyk, kompozytor, realizator dźwięku, członek zespołów Dezerter i Armia
- 1967:
  - Ibrahim Butajjib, marokański lekkoatleta, długodystansowiec
  - Christophe Capelle, francuski kolarz szosowy i torowy
  - Peter Hermann, amerykański aktor, scenarzysta i producent filmowy
  - Frédéric Nihous, francuski polityk
  - Włodzimierz Sroka, polski ekonomista (zm. 2023)
  - Nicolae Vasilescu, rumuński polityk
- 1968:
  - Monika Flašíková-Beňová, słowacka działaczka samorządowa, polityk
  - Debra Messing, amerykańska aktorka pochodzenia żydowskiego
  - Wasil Pankou, białoruski hokeista, trener
  - Iłona Tiuriajewa, naddniestrzańska polityczka, parlamentarzystka i burmistrzyni Tyraspolu
- 1969:
  - Sławomir Augustyniak, polski siatkarz, trener
  - Justin Broadrick, brytyjski muzyk, wokalista, kompozytor, autor tekstów, członek zespołów: Napalm Death, Head od David, Godflesh, Final, Techno Animal i Jesu
  - James Carver, brytyjski polityk
  - Bernard Fanning, australijski muzyk, wokalista, autor tekstów, członek zespołu Powderfinger
  - Robertson Frizero Barros, brazylijski pisarz
  - Mario González, meksykański bokser
  - Ilona Jasnowska, polska koszykarka, trenerka
  - Carlos Roa, argentyński piłkarz, bramkarz
  - Thorsten Streppelhoff, niemiecki wioślarz
- 1970:
  - Anthony Anderson, amerykański aktor, komik
  - Chris Byrd, amerykański bokser
  - Martin David, czeski duchowny katolicki, biskup pomocniczy ostrawsko-opawski
  - Masahiro Endō, japoński piłkarz
  - Li Aiyue, chińska judoczka
- 1971:
  - Inese Laizāne, łotewska aktorka, polityk
  - Witold Odrobina, polski dziennikarz radiowy i telewizyjny (zm. 2021)
  - Walentina Połchanowa, rosyjska kolarka szosowa
- 1972:
  - Ben Affleck, amerykański aktor
  - Mikey Graham, irlandzki piosenkarz
  - Agnieszka Kotlarska, polska modelka, zdobywczyni tytułów Miss Polski i Miss International (zm. 1996)
  - Andrzej Stelmach, polski siatkarz
- 1973:
  - Tomasz Górski, polski przedsiębiorca, polityk, poseł na Sejm RP
  - Stuart Richardson, walijski basista, członek zespołu Lostprophets
  - Natalla Sazanowicz, białoruska lekkoatletka, wieloboistka
  - Atom Willard, amerykański perkusista, członek zespołów The Offspring i Angels & Airwaves
- 1974:
  - Flavio Davino, meksykański piłkarz, trener pochodzenia argentyńskiego
  - Benedek Fliegauf, węgierski reżyser i scenarzysta filmowy
  - Natasha Henstridge, kanadyjska aktorka, modelka
  - Rel Hunt, australijski aktor
  - Mohamed Ofei Sylla, gwinejski piłkarz (zm. 2019)
- 1975:
  - Tamás Berzicza, węgierski zapaśnik
  - Timur Iwanow, rosyjski polityk
  - Yoshikatsu Kawaguchi, japoński piłkarz, bramkarz
  - Jérôme Neuville, francuski kolarz torowy
  - Park Kyung-mo, południowokoreański łucznik
  - Johan Rodríguez, meksykański piłkarz
  - Maria Strzelecka, polska artystka, pisarka, aktorka niezawodowa
  - Karolina Szostak, polska dziennikarka i prezenterka telewizyjna
  - Giorgi Ugulawa, gruziński dziennikarz, samorządowiec, burmistrz Tbilisi
  - Kara Wolters, amerykańska koszykarka, komentatorka sportowa
  - Gloria Zanin, włoska modelka,
  - Jean Pierre van Zyl, południowoafrykański kolarz szosowy i torowy
- 1976:
  - Abiy Ahmed Ali, etiopski polityk, premier Etiopii, laureat Pokojowej Nagrody Nobla
  - Dmitrij Fofonow, kazachski kolarz szosowy
  - Juan de la Fuente, argentyński żeglarz sportowy
  - Anna Guzik, polska aktorka
  - Tomasz Kaczmarek, polski funkcjonariusz Policji, CBŚ i CBA, polityk, poseł na Sejm RP
  - Piotr Kulpeksza, polski trener koszykówki
  - Rafał Prus, polski siatkarz, trener
  - Rafał Rogala, polski prawnik, urzędnik państwowy
  - Przemysław Strączek, polski gitarzysta jazzowy, kompozytor, producent muzyczny
  - Chieko Sugawara, japońska florecistka
  - Boudewijn Zenden, holenderski piłkarz
- 1977:
  - Radoslav Batak, czarnogórski piłkarz
  - Igor Cassina, włoski gimnastyk
  - Zsolt Nemcsik, węgierski szpadzista
- 1978:
  - Chris Brown, bahamski lekkoatleta, sprinter
  - Jens Gaiser, niemiecki kombinator norweski
  - Sander Gommans, holenderski gitarzysta, członek zespołu After Forever
  - Kerri Walsh Jennings, amerykańska siatkarka plażowa
  - Saliou Lassissi, iworyjski piłkarz
  - Paweł Lisiecki, polski samorządowiec, polityk, poseł na Sejm RP
  - Lilija Podkopajewa, ukraińska gimnastyczka
- 1979:
  - Catello Amarante, włoski wioślarz
  - Mateusz Bartczak, polski piłkarz
  - Kamil Dżamałutdinow, rosyjski bokser narodowości dargijskiej
  - Aram Hakopian, ormiański piłkarz
  - Jasmin Hukić, bośniacki koszykarz
  - Ołeksandr Jakowenko, ukraiński hokeista
  - Karolina Porcari, polsko-włoska aktorka
  - Peter Shukoff, amerykański komik, muzyk
  - Tong Jian, chiński łyżwiarz figurowy
  - Javier Yacuzzi, argentyński piłkarz (zm. 2023)
- 1980:
  - Joanna Grzesiak, polska lekkoatletka, wieloboistka
  - Ilja Klimkin, rosyjski łyżwiarz figurowy
  - Jānis Miņins, łotewski bobsleista
  - Christel Thoresen, norweska snowboardzistka
- 1981:
  - Adam Craig, amerykański kolarz górski i przełajowy
  - Karolina Dobrowolska, polska prezenterka telewizyjna
  - Brendan Hansen, amerykański pływak
  - Jakub Mazurek, polski aktor, reżyser filmowy i telewizyjny
  - Oh Jin-hyek, południowokoreański łucznik
  - Silvan Zurbriggen, szwajcarski narciarz alpejski
- 1982:
  - Rory Best, irlandzki rugbysta
  - Sara Ahmed Maher, egipska zapaśniczka
  - Joris Marveaux, martynikański piłkarz
  - Emilia Tłumak, polska koszykarka
  - Steve Zacchia, szwajcarski kierowca wyścigowy
- 1983:
  - Chalid Chalaf, kuwejcki piłkarz
  - Atli Danielsen, farerski piłkarz
  - Gwladys Épangue, francuska taekwondzistka pochodzenia kameruńskiego
  - Nikoła Gligorow, macedoński piłkarz
  - Luke McCormick, angielski piłkarz, bramkarz
  - Park Hye-won, południowokoreańska łyżwiarka szybka, specjalistka short tracku
  - Timati, rosyjski raper, piosenkarz, aktor
- 1984:
  - Quinton Aaron, amerykański aktor
  - Mbark Boussoufa, marokański piłkarz
  - Matías Caruzzo, argentyński piłkarz
  - Louis-Philippe Jean, kanadyjski strongman
  - Filip Rindler, austriacki matematyk, wykładowca akademicki
  - Khalifa Sankaré, senegalski piłkarz
  - Opal Tometi, nigeryjsko-amerykańska działaczka praw człowieka, publicystka
  - Dave Welsh, amerykański gitarzysta, członek zespołu The Fray
- 1985:
  - Lerato Chabangu, południowoafrykański piłkarz
  - Emil Jönsson, szwedzki biegacz narciarski
  - Andrea Lewis, kanadyjska aktorka, piosenkarka
  - Natalja Zabołotna, rosyjska sztangistka
- 1986:
  - Vadim Bolohan, mołdawski piłkarz
  - Natalia Kills, brytyjska piosenkarka, aktorka
  - Biesik Kuduchow, rosyjski zapaśnik (zm. 2013)
  - Li Jianrou, chińska łyżwiarka szybka, specjalistka short tracku
  - Anna Segal, australijska narciarka dowolna
- 1987:
  - Martin Batenburg, duński wioślarz
  - Władimir Galczenko, rosyjski żongler
  - Rudina Hajdari, albańska politolog, publicystka, polityk
  - Dawid Jarka, polski piłkarz
  - Michel Kreder, holenderski kolarz szosowy i torowy
  - Jessica Stenson, australijska lekkoatletka, biegaczka długodystansowa
  - Danijel Živković, czarnogórski prawnik, samorządowiec, polityk
- 1988:
  - Oussama Assaidi, marokański piłkarz
  - Ali Ayari, tunezyjski zapaśnik
  - Boban Marjanović, serbski koszykarz
- 1989:
  - Rob Horne, australijski rugbysta
  - Joe Jonas, amerykański wokalista, autor tekstów, kompozytor, członek zespołu Jonas Brothers
  - Armel Koulara, czadyjski piłkarz, bramkarz
  - Ryan McGowan, australijski piłkarz pochodzenia szkockiego
  - Carlos Pena Jr., amerykański aktor, piosenkarz
  - Belinda Peregrin, meksykańska piosenkarka, autorka tekstów, aktorka
  - Alexandru Rîșcan, mołdawski bokser
  - Jakub Voráček, czeski hokeista
- 1990:
  - Christian Fromm, niemiecki siatkarz
  - Jennifer Lawrence, amerykańska aktorka
  - Josh Magennis, północnoirlandzki piłkarz
  - Niusza, rosyjska piosenkarka, aktorka
  - Laura Pihlajamäki, fińska siatkarka
  - Martin Toszew, bułgarski piłkarz
- 1991:
  - Ellen Gandy, brytyjska pływaczka
  - Fuad Ibrahim, etiopski piłkarz
  - Julius Junttila, fiński hokeista
  - Filip Mladenović, serbski piłkarz
  - Petja Piiroinen, fiński snowboardzista
  - Genesis Servania, filipiński bokser
  - Sam Willoughby, australijski kolarz górski i BMX
  - Patryk Wolański, polski piłkarz, bramkarz
  - Yang Meng-hua, tajwańska siatkarka
- 1992:
  - Baskaran Adhiban, indyjski szachista
  - Yao Di, chińska siatkarka
- 1993:
  - Dominique Heintz, niemiecki piłkarz
  - Gino Manzares, amerykański żużlowiec
  - Redwan Memeszew, ukraiński piłkarz pochodzenia krymskotatarskiego
  - Siewara Niszanbajewa, kazachska judoczka
  - Clinton N’Jie, kameruński piłkarz
  - Alex Oxlade-Chamberlain, angielski piłkarz
  - Robert Täht, estoński siatkarz
  - Thiago Veloso, brazylijski siatkarz
- 1994:
  - Elia Bossi, włoski siatkarz
  - Lasse Vigen Christensen, duński piłkarz
  - Moussa Doumbia, malijski piłkarz
  - Jesús Gallardo, meksykański piłkarz
  - Kōsuke Hagino, japoński pływak
  - Natalja Zabijako, rosyjska łyżwiarka figurowa
- 1995:
  - Chief Keef, amerykański raper, producent muzyczny
  - Sam Oomen, holenderski kolarz szosowy
- 1996:
  - Bruce Brown, amerykański koszykarz
  - Oskar Lindblom, szwedzki hokeista
- 1997:
  - Nada al-Badwawi, emiracka pływaczka
  - Arianna Castiglioni, włoska pływaczka
  - Olivier Mbaizo, kameruński piłkarz
  - Adrián Mora, meksykański piłkarz
  - Julie Meynen, luksemburska pływaczka
- 1998 – Bruno Fernando, angolski koszykarz
- 1999:
  - Julián Horta, kolumbijski zapaśnik
  - Jagoda Kibil, polska niepełnosprawna lekkoatletka, sprinterka
  - Stefan Rainer, austriacki skoczek narciarski
- 2001:
  - Oliver Antman, fiński piłkarz
  - Lilija Małanczuk, ukraińska zapaśniczka
  - Alina Tuchtajewa, kazachska skoczkini narciarska
- 2002 – Stefan Mitrović, serbski piłkarz
- 2003:
  - Denzell García, meksykański piłkarz
  - Juanlu Sánchez, hiszpański piłkarz
- 2005:
  - Semih Kılıçsoy, turecki piłkarz
  - Cornelia Öhlund, szwedzka narciarka alpejska
- 2009 – Kamil Warchoł, polski szachista

## Zmarli
- 388 – Szapur III, król Persji (ur. ?)
- 423 – Flawiusz Honoriusz, cesarz rzymski (ur. 384)
- 465 – (lub 14 listopada) Libiusz Sewer, cesarz rzymski (ur. ?)
- 952 – Suzaku, cesarz Japonii (ur. 923)
- 1038 – Stefan I Święty, król Węgier, święty (ur. 975)
- 1057 – Makbet, król Szkocji (ur. ok. 1005)
- 1069 – Ibn Hazm, andaluzyjski filozof i teolog muzułmański, wezyr (ur. 994)
- 1118 – Aleksy I Komnen, cesarz bizantyński (ur. 1048)
- 1167 – Dypold I, czeski książę (ur. 1118–24)
- 1196 – Konrad II, książę Szwabii (ur. 1172)
- 1257 – Jacek Odrowąż, polski dominikanin, misjonarz, kaznodzieja, święty (ur. 1183)
- 1275 – Lorenzo Tiepolo, doża Wenecji (ur. ?)
- 1279 – Albrecht I Wielki, współksiążę Brunszwiku i Lüneburga, książę Brunszwiku (ur. 1236)
- 1315 – Małgorzata Burgundzka, królowa Nawarry, niekoronowana królowa Francji (ur. 1290)
- 1342 – Piotr II, król Sycylii (ur. 1304)
- 1369 – Filipa de Hainault, królowa Anglii (ur. ok. 1314)
- 1382 – Kiejstut Giedyminowicz, książę trocki, wielki książę litewski (ur. 1308–10)
- 1464 – (lub 14 sierpnia) Pius II, papież (ur. 1405)
- 1452 – Wilhelm, książę opawski i ziębicki (ur. ok. 1410)
- 1495 – Aimone Taparelli, włoski dominikanin, inkwizytor, błogosławiony (ur. 1398)
- 1496 – Izabela Portugalska, królowa Kastylii i Leónu (ur. 1428)
- 1501 – Juliana Puricelli, włoska zakonnica, błogosławiona (ur. 1427)
- 1506 – Alexander Agricola, flamandzki kompozytor, śpiewak, muzyk (ur. ok. 1446)
- 1507 – Jan IV, książę sasko-lauenburski (ur. 1439)
- 1559 – Luigi Lippomano, włoski duchowny katolicki, biskup Werony, nuncjusz apostolski w Polsce (ur. 1500)
- 1568 – Stanisław Kostka, polski jezuita, święty, patron polskich dzieci i młodzieży (ur. 1550)
- 1601:
  - Diego Gómez de Lamadrid, hiszpański duchowny katolicki, arcybiskup metropolita Limy i prymas Peru, biskup Badajoz (ur. 1529)
  - Mikołaj z Wilkowiecka, polski paulin, apologeta katolicki, poeta, tłumacz, autor pism religijnych (ur. ?)
- 1621 – John Barclay, szkocki poeta, satyryk (ur. 1582)
- 1666 – Johann Adam Schall von Bell, niemiecki jezuita, misjonarz, astronom, fizyk (ur. 1591)
- 1675 – Pietro Ricchi, włoski malarz (ur. 1606)
- 1714 – Konstantyn Brâncoveanu, hospodar Wołoszczyzny (ur. 1654)
- 1728 – Marin Marais, francuski kompozytor (ur. 1656)
- 1758 – Pierre Bouguer, francuski matematyk, astronom, geodeta (ur. 1698)
- 1762 – Nicolas-René Berryer, francuski hrabia, polityk, urzędnik miejski (ur. 1703)
- 1767 – Fryderyk Michał Wittelsbach, książę Palatynatu-Birkenfeld (ur. 1724)
- 1768 – Paweł (Nenadović), serbski biskup prawosławny (ur. 1699)
- 1798 – Edward Waring, brytyjski matematyk (ur. ok. 1736)
- 1799:
  - Barthélemy-Catherine Joubert, francuski generał (ur. 1769)
  - Giuseppe Parini, włoski duchowny katolicki, poeta (ur. 1729)
- 1805 – Ignacy Tański, polski prozaik, poeta, tłumacz, mason (ur. 1761)
- 1810 – Tekla Teresa Łubieńska, polska dramatopisarka, poetka, tłumaczka (ur. 1767)
- 1815:
  - Richard Bassett, amerykański prawnik, polityk (ur. 1745)
  - Jakub Izaak Horowic, rabin, przywódca ruchu chasydzkiego, kabalista (ur. 1745)
- 1831:
  - Józef Mateusz Birnbaum, polski kupiec, szpieg rosyjski pochodzenia żydowskiego (ur. 1798)
  - Ludwik Bukowski, polski generał, uczestnik powstania listopadowego (ur. 1782)
  - Antoni Jankowski, polski generał, uczestnik powstania listopadowego (ur. 1783)
  - Henryk Mackrott junior, polski agent w służbie rosyjskiej (ur. 1800)
  - Antoni Sałacki, polski generał, uczestnik powstania listopadowego (ur. 1774)
- 1833 – Sebastian Girtler, polski lekarz, naukowiec, filozof (ur. 1767)
- 1836 – Antoni Wacław Stadnicki, polski ziemianin, historyk (ur. 1771)
- 1843 – Karol Jan Fiszer, polski oficer (ur. 1767)
- 1845 – Jan Chrzciciel Stummer, polski lekarz pochodzenia tyrolskiego (ur. 1784)
- 1846 – Sylvain Charles Valée, francuski generał, marszałek i par Francji (ur. 1773)
- 1850 – Aleksander Lipski, polski szlachcic, bankier pochodzenia żydowskiego (ur. 1796)
- 1852 – Johan Gadolin, fiński mineralog, chemik, wykładowca akademicki (ur. 1760)
- 1860 – Julia Sachsen-Coburg-Saalfeld, niemiecka arystokratka (ur. 1781)
- 1861:
  - Adolphe Dumas, francuski poeta, dramaturg (ur. 1805)
  - Ranavalona I Okrutna, władczyni Imeriny, królowa Madagaskaru (ur. ok. 1788)
- 1876 – John Frederick Lewis, brytyjski malarz (ur. 1804)
- 1881 – Alexandru G. Golescu, rumuński polityk, premier Rumunii (ur. 1819)
- 1882 – Karol Miarka (starszy), polski działacz narodowy na Górnym Śląsku, nauczyciel, publicysta, pisarz, drukarz (ur. 1825)
- 1884 – Julius Friedrich Cohnheim, niemiecki patolog pochodzenia żydowskiego (ur. 1839)
- 1889 – Ludwig Foglár, austriacki prawnik, pisarz (ur. 1819)
- 1896 – Josiah Whitney, amerykański geolog (ur. 1819)
- 1900 – John Anderson, brytyjski zoolog, podróżnik, lekarz (ur. 1833)
- 1901 – Julie Hausmann, niemiecko-bałtycka poetka (ur. 1826)
- 1902 – Józef Sochaniewicz, polski generał w służbie austro-węgierskiej (ur. 1835)
- 1904 – John Henry Kinkead, amerykański polityk (ur. 1826)
- 1907 – Joseph Joachim, węgierski skrzypek, dyrygent, kompozytor (ur. 1831)
- 1908 – Wasilij Jakowlew, rosyjski zoolog, entomolog (ur. 1839)
- 1909 – Euclides da Cunha, brazylijski pisarz (ur. 1866)
- 1910:
  - Constantin Fahlberg, rosyjski chemik pochodzenia niemieckiego (ur. 1850)
  - Władysław Okręt, polski wydawca, redaktor pochodzenia żydowskiego (ur. 1870)
  - Stefan Sękowski, polski ziemianin, polityk (ur. 1859)
- 1912 – Pius Albert Del Corona, włoski dominikanin, kardynał, błogosławiony (ur. 1837)
- 1914 – Franz Georg von Glasenapp, pruski generał-porucznik (ur. 1857)
- 1915 – Rudolf Watzl, austriacki zapaśnik (ur. 1882)
- 1920:
  - Jan Grzelak, polski działacz robotniczy (ur. 1881)
  - Benedykt Pęczkowski, polski podporucznik piechoty (ur. 1897)
  - Stefan Pogonowski, polski porucznik piechoty (ur. 1895)
- 1921 – Robert Charles Wroughton, indyjski entomolog, mammolog pochodzenia brytyjskiego (ur. 1849)
- 1922 – Franciszek Kobyliński, polski stomatolog, wynalazca (ur. 1848)
- 1923:
  - Hans Friedrich Geitel, niemiecki fizyk, pedagog (ur. 1855)
  - Virginia González Polo, hiszpańska działaczka polityczna i feministyczna (ur. 1873)
- 1924 – Teofil Kuczyński, polski duchowny katolicki, działacz narodowy i społeczny (ur. 1865)
- 1925:
  - Konrad Mägi, estoński malarz (ur. 1878)
  - Bronisław Matuszewski, polski samorządowiec, burmistrz Przasnysza (ur. 1893)
- 1926:
  - Ludwik Batiz Sáinz, meksykański duchowny katolicki, męczennik, święty (ur. 1870)
  - Salwator Lara Puente, meksykański działacz Akcji Katolickiej, męczennik, święty (ur. 1905)
  - Emanuel Morales, meksykański męczennik, święty (ur. 1898)
  - Dawid Roldán Lara, meksykański męczennik, święty (ur. 1907)
- 1927 – Zygmunt Straszewicz, polski inżynier, elektryk, mechanik, wykładowca akademicki (ur. 1860)
- 1929:
  - Victor de Beauclair, szwajcarski lekarz, baloniarz, alpinista, poszukiwacz przygód (ur. 1874)
  - Theodor Wundt, niemiecki generał, wspinacz (ur. 1858)
- 1930 – Florian Cajori, amerykański matematyk pochodzenia szwajcarskiego (ur. 1859)
- 1931 – Alfons Fischer, polski architekt (ur. 1885)
- 1935:
  - Wiley Post, amerykański pilot (ur. 1898)
  - Stanisława Przybyszewska, polska powieściopisarka, dramatopisarka (ur. 1901)
  - Will Rogers, amerykański aktor, humorysta (ur. 1879)
  - Paul Signac, francuski malarz (ur. 1863)
- 1936:
  - Grazia Deledda, włoska pisarka, nowelistka, laureatka Nagrody Nobla (ur. 1871)
  - Dominik Maria z Alboraya, hiszpański amigonianin, męczennik, błogosławiony (ur. 1872)
  - Józef Maria Peris Polo, hiszpański duchowny katolicki, męczennik, błogosławiony (ur. 1889)
  - Maria Sagrario od św. Alojzego Gonzagi, hiszpańska karmelitanka, męczennica, błogosławiona (ur. 1881)
  - Karmel Sastre Sastre, hiszpański duchowny katolicki, męczennik, błogosławiony (ur. 1890)
  - Wincenty Soler, hiszpański augustianin rekolekta, męczennik, błogosławiony (ur. 1867)
- 1937 – Robert Ferrari, włoski gimnastyk (ur. 1889)
- 1938 – Nicola Romeo, włoski pionier motoryzacji (ur. 1876)
- 1940:
  - Max Bielschowsky, niemiecki neurolog, neuropatolog (ur. 1869)
  - Tadeusz Chłopik, polski kapitan pilot (ur. 1908)
  - Błażej Dzikowski, polski działacz ludowy, polityk, poseł na Sejm Ustawodawczy i Sejm RP (ur. 1881)
- 1941:
  - Stanisław Kalabiński, polski pułkownik piechoty (ur. 1890)
  - Charles-Joseph Nicolas, francuski duchowny katolicki, marista, misjonarz, biskup, wikariusz apostolski Fidżi (ur. 1860)
- 1942 – Willem Ruys, holenderski armator (ur. 1894)
- 1944:
  - Józef Bielicki, polski plutonowy lotnictwa (ur. 1922)
  - Stanisław Daniel, polski major obserwator (ur. 1910)
  - Tadeusz Dubowski, polski plutonowy bombardier (ur. 1923)
  - Hans Bernd von Haeften, niemiecki prawnik, urzędnik państwowy (ur. 1905)
  - Egbert Hayessen, niemiecki major (ur. 1913)
  - Wolf-Heinrich von Helldorf, niemiecki hrabia, polityk nazistowski, prezydent berlińskiej policji (ur. 1896)
  - Stanisław Malczyk, polski plutonowy lotnictwa (ur. 1916)
  - Wanda Prażmowska-Ivánka, polska działaczka niepodległościowa i społeczna, harcmistrzyni, uczestniczka powstania styczniowego (ur. 1901)
  - Wincenty Rutkowski, polski plutonowy mechanik pokładowy (ur. 1921)
  - Zbigniew Szostak, polski kapitan pilot (ur. 1915)
  - Eryka Tyszkówna, polska sanitariuszka, uczestniczka powstania warszawskiego (ur. 1922)
  - Józef Witek, polski plutonowy lotnictwa (ur. 1915)
  - Zygmunt Aleksander Wnęk, polski podporucznik broni pancernych (ur. 1918)
- 1945 – Oskar Picht, niemiecki wynalazca (ur. 1871)
- 1947:
  - Nils Andersson, szwedzki piłkarz (ur. 1887)
  - Klaudiusz Granzotto, włoski franciszkanin, błogosławiony (ur. 1900)
- 1949 – Willibald Besta, niemiecki malarz, grafik (ur. 1866)
- 1951 – Artur Schnabel, austriacki pianista, kompozytor, pedagog (ur. 1882)
- 1952:
  - Armida Barelli, włoska Służebnica Boża (ur. 1882)
  - Dora Diamant, polska aktorka pochodzenia żydowskiego (ur. 1898)
- 1953:
  - Ludwig Prandtl, niemiecki fizyk, wykładowca akademicki (ur. 1875)
  - Eustachy Rudziński, polski działacz ludowy, polityk, poseł na Sejm Ustawodawczy i Sejm RP (ur. 1885)
- 1957 – Harry Luther Gandy, amerykański polityk (ur. 1881)
- 1958:
  - Big Bill Broonzy, amerykański muzyk bluesowy (ur. 1893)
  - Paul Herrmann, niemiecki historyk, pisarz (ur. 1905)
  - Ksawery Lewkowicz, polski pediatra, wykładowca akademicki (ur. 1869)
- 1959 – Jacques Bardoux, francuski polityk (ur. 1874)
- 1960 – Almighty Voice, kanadyjski zawodnik lacrosse (ur. 1873)
- 1961:
  - Roman Krukowski, polski polityk, poseł na Sejm RP (ur. 1884)
  - Stanisław Łepkowski, polski prawnik, urzędnik państwowy, dyplomata (ur. 1892)
  - Otto Ruge, norweski generał porucznik (ur. 1882)
- 1962:
  - Ford Bond, amerykański spiker radiowy (ur. 1904)
  - Lei Feng, chiński dowódca wojskowy (ur. 1940)
  - Manfred Mannke, polski szachista pochodzenia niemieckiego (ur. 1935)
- 1963 – Wsiewołod Iwanow, rosyjski prozaik, dramaturg (ur. 1895)
- 1965 – Pawieł Abańkin, radziecki admirał (ur. 1902)
- 1966:
  - Jan Kiepura, polski śpiewak operowy (tenor), aktor (ur. 1902)
  - Gerhart Pohl, niemiecki pisarz, krytyk literacki (ur. 1902)
- 1967:
  - René Magritte, belgijski malarz (ur. 1898)
  - Manuel Prado Ugarteche, peruwiański bankier, polityk, prezydent Peru (ur. 1889)
  - James Stanhope, brytyjski arystokrata, polityk (ur. 1880)
- 1969 – Stijn Streuvels, flamandzki pisarz (ur. 1871)
- 1971 – Zbyněk Žába, czeski orientalista, wykładowca akademicki (ur. 1917)
- 1972 – Edmond Friedel, francuski geolog, wykładowca akademicki (ur. 1895)
- 1973 – Marian Kukiel, polski generał dywizji, historyk wojskowości, polityk (ur. 1885)
- 1974 – Otto Braun, niemiecki działacz komunistyczny (ur. 1900)
- 1975:
  - Sheikh Mujibur Rahman, banglijski polityk, prezydent Bangladeszu (ur. 1920)
  - Leszek Stępowski, polski aktor (ur. 1895)
- 1976 – Zdzisław Pągowski, polski malarz (ur. 1909)
- 1977:
  - William Raleigh Hull, amerykański polityk (ur. 1906)
  - Julian Tokarski, polski polityk, poseł na Sejm PRL, wielokrotny minister wicepremier (ur. 1903)
- 1978:
  - Viggo Brun, norweski matematyk, wykładowca akademicki (ur. 1882)
  - Iwan Tiuleniew, radziecki generał (ur. 1892)
- 1980:
  - Ymru Hajle Syllasje, książę etiopski (ur. 1894)
  - Maria Piskorska, polska działaczka niepodległościowa, harcmistrzyni, nauczycielka (ur. 1906)
  - William H. Simpson, amerykański generał (ur. 1888)
- 1981 – Ralph Kubail, niemiecki wioślarz (ur. 1952)
- 1982 – Hugo Theorell, szwedzki biochemik, laureat Nagrody Nobla (ur. 1903)
- 1984:
  - Anna Gostyńska, polska urolog (ur. 1906)
  - Janusz Przedborski, polski podporucznik AK, uczestnik powstania warszawskiego (ur. 1917)
- 1988:
  - Aleksandr Basow, radziecki dyplomata, polityk (ur. 1912)
  - Alimbieg Biestajew, radziecki zapaśnik (ur. 1936)
  - Ricardo Echeverría, chilijski jeździec sportowy (ur. 1918)
  - Hans Heinz Stuckenschmidt, niemiecki krytyk muzyczny, pisarz, pedagog (ur. 1901)
- 1986 – Sorajja Manuczehri, irańska ofiara ukamienowania (ur. 1951)
- 1989:
  - Wolfram Eberhard, niemiecki socjolog, sinolog, etnolog (ur. 1909)
  - Minoru Genda, japoński komandor (ur. 1904)
  - Trasiwulos Tsakalotos, grecki generał (ur. 1897)
- 1990:
  - Wiktor Coj, rosyjski muzyk, wokalista pochodzenia koreańskiego, członek zespołu Kino (ur. 1962)
  - Zofia Grabowska, polska aktorka (ur. 1902)
  - Józef Pachla, polski trener koszykówki (ur. 1915)
- 1991 – Siemion Kozyriew, radziecki dyplomata, polityk (ur. 1907)
- 1992:
  - Stanisław Byczkowski, polski farmaceuta, toksykolog, wykładowca akademicki (ur. 1912)
  - Bogusław Hubicki, polski aktor (ur. 1937)
  - Giorgio Perlasca, włoski Sprawiedliwy wśród Narodów Świata (ur. 1910)
- 1993:
  - Robert Kempner, niemiecki prawnik, adwokat (ur. 1899)
  - Hans Nordahl, norweski piłkarz (ur. 1918)
- 1994:
  - Paul Anderson, amerykański sztangista (ur. 1932)
  - Erik Anker, norweski przedsiębiorca, żeglarz sportowy (ur. 1903)
  - Jerzy Teliga, polski inżynier, wykładowca akademicki, polityk, poseł na Sejm PRL (ur. 1914)
  - Wadim Trapieznikow, rosyjski elektrotechnik, automatyk, wykładowca akademicki (ur. 1905)
  - Wout Wagtmans, holenderski kolarz szosowy i torowy (ur. 1929)
- 1995:
  - Miroslav Katětov, czeski matematyk, psycholog, szachista (ur. 1918)
  - Me’ir-Dawid Lewenstein, izraelski rabin, polityk (ur. 1904)
- 1997:
  - Lubka Kołessa, ukraińska pianistka, pedagog (ur. 1902)
  - Wadim Kurczewski, rosyjski reżyser i scenarzysta filmów animowanych (ur. 1928)
  - Çesk Zadeja, albański muzyk, kompozytor (ur. 1927)
- 2000 – Lancelot Lionel Ware, australijski prawnik (ur. 1915)
- 2001 – Bronisław Dostatni, polski pisarz, podróżnik (ur. 1926)
- 2002:
  - Jesse Brown, amerykański polityk (ur. 1944)
  - Jerzy Rosner, polski kompozytor (ur. 1909)
- 2004:
  - Sune Bergström, szwedzki biochemik, laureat Nagrody Nobla (ur. 1916)
  - Marian Kozłowski, polski działacz sportowy (ur. 1927)
- 2005:
  - Maciej Łukasiewicz, polski dziennikarz, publicysta (ur. 1941)
  - Herta Ware, amerykańska aktorka, działaczka polityczna (ur. 1917)
- 2006:
  - Te Atairangikaahu, królowa Maorysów (ur. 1931)
  - Swietozar Rusakow, rosyjski rysownik, twórca filmów animowanych (ur. 1923)
  - Faas Wilkes, holenderski piłkarz (ur. 1923)
- 2007:
  - Kazimierz Dębicki, polski aktor (ur. 1925)
  - Jerzy Zimowski, polski prawnik, adwokat, polityk, działacz NSZZ „Solidarność” (ur. 1941)
- 2008:
  - Vic Toweel, południowoafrykański bokser (ur. 1929)
  - Jerry Wexler, amerykański producent i dziennikarz muzyczny (ur. 1917)
- 2009 – Virginia Davis, amerykańska aktorka (ur. 1918)
- 2010 – Anna Kľuková, słowacka śpiewaczka operowa (sopran liryczny) (ur. 1951)
- 2011 – Peter Mair, irlandzki politolog (ur. 1951)
- 2012:
  - Elson Iazegi Beyruth, brazylijski piłkarz (ur. 1941)
  - Bob Birch, amerykański gitarzysta basowy (ur. 1956)
  - Harry Harrison, amerykański pisarz (ur. 1925)
- 2013:
  - Jane Harvey, amerykańska piosenkarka (ur. 1925)
  - Miroslav Komárek, czeski językoznawca (ur. 1924)
  - Rosalia Mera, hiszpańska bizneswoman (ur. 1944)
  - Sławomir Mrożek, polski dramatopisarz, prozaik, rysownik (ur. 1930)
  - August Schellenberg, kanadyjski aktor (ur. 1936)
  - Piotr Szmitke, polski artysta interdyscyplinarny, scenograf (ur. 1955)
  - Jacques Vergès, francuski adwokat (ur. 1925)
- 2014:
  - Licia Albanese, amerykańska śpiewaczka operowa (sopran), pianistka pochodzenia włoskiego (ur. 1909)
  - Jan Ekier, polski pianista, kompozytor (ur. 1913)
  - Maria Szmyd-Dormus, polska pianistka, pedagog (ur. 1923)
  - Andrzej Vincenz, polski pisarz, publicysta (ur. 1922)
- 2015 – Stanisław Andrzej Zagórski, polski dziennikarz, wydawca, działacz społeczny i kulturalny (ur. 1933)
- 2016:
  - Dalian Atkinson, angielski piłkarz (ur. 1968)
  - Stefan Henze, niemiecki kajakarz górski, trener (ur. 1981)
  - Bobby Hutcherson, amerykański wibrafonista jazzowy (ur. 1941)
- 2017:
  - Stanisław Miękisz, polski biofizyk, wykładowca akademicki (ur. 1927)
  - Ylli Popa, albański kardiolog, wykładowca akademicki, polityk (ur. 1930)
- 2018:
  - Zdzisław Adamczewski, polski geodeta (ur. 1931)
  - Rita Borsellino, włoska polityk, działaczka antymafijna, eurodeputowana (ur. 1945)
  - Jarosław Dziemian, polski przedsiębiorca (ur. 1950)
  - François Garnier, francuski duchowny katolicki, arcybiskup Cambrai (ur. 1944)
  - Wojciech Müller, polski grafik, plastyk (ur. 1947)
  - Chwiedar Niuńka, białoruski działacz społeczno-kulturalny na Litwie (ur. 1928)
- 2019 – Władimir Fomiczow, rosyjski piłkarz (ur. 1960)
- 2020:
  - Stuart Christie, szkocki pisarz, anarchista, publicysta (ur. 1946)
  - Marian Kołodziejczyk, polski plastyk, grafik (ur. 1926)
  - Charles Porter, australijski lekkoatleta, skoczek wzwyż (ur. 1936)
  - Henryk Wujec, polski fizyk, działacz opozycji antykomunistycznej, polityk, poseł na Sejm RP (ur. 1940)
- 2021:
  - Abdelhamid Brahimi, algierski polityk, premier Algierii (ur. 1936)
  - Gerd Müller, niemiecki piłkarz (ur. 1945)
- 2022:
  - Steve Grimmett, brytyjski wokalista, kompozytor, członek zespołu Grim Reaper (ur. 1959)
  - Reidunn Laurén, szwedzka prawnik, polityk (ur. 1931)
  - Krzysztof Szałucki, polski ekonomista, wykładowca akademicki (ur. 1951)
  - Rajmund Zieliński, polski kolarz szosowy i torowy (ur. 1940)
- 2023:
  - Léa Garcia, brazylijska aktorka (ur. 1933)
  - Liam MacDaid, irlandzki duchowny katolicki, biskup Clogher (ur. 1945)
- 2024:
  - Zdzisław Adamczyk, polski historyk literatury (ur. 1936)
  - John Aprea, amerykański aktor (ur. 1941)
  - Tomasz Ciecierski, polski malarz (ur. 1945)
  - Ivair Ferreira, brazylijski piłkarz (ur. 1945)
  - Siarhiej Kalakin, białoruski inżynier, politolog, polityk (ur. 1952)
  - Imre Komora, węgierski piłkarz, trener (ur. 1940)
  - Louis Mermaz, francuski historyk, polityk, minister rolnictwa, minister transportu, przewodniczący Zgromadzenia Narodowego (ur. 1931)
  - Jack Russell, amerykański wokalista rockowy, założyciel zespołu Great White (ur. 1960)
  - Agnieszka Katsuko Sasagawa, japońska zakonnica, wizjonerka (ur. 1931)
  - Andrzej Strąk, polski poeta, scenarzysta filmowy (ur. 1952)
- 2025:
  - La. Ganesan, indyjski polityk, gubernator Manipuru, Bengalu Zachodniego i Nagalandu (ur. 1945)
  - Greg Iles, amerykański pisarz (ur. 1960)
  - Javier Lambán, hiszpański historyk, nauczyciel, samorządowiec, polityk, prezydent Aragonii (ur. 1957)
  - Timothy Yu Gyoung-chon, koreański duchowny katolicki, biskup pomocniczy Seulu (ur. 1962)